# Lamottella longipes
Lamottella longipes là một loài nhện trong họ Salticidae.
Loài này thuộc chi Lamottella. Lamottella longipes được Rollard & Wanda Wesołowska miêu tả năm 2002.